# Agatonisi
Agatonisi (gr. Αγαθονήσι, Agathonī́si) − niewielka grecka wyspa należąca do archipelagu Dodekanez.
Leży w administracji zdecentralizowanej Wyspy Egejskie, w regionie Wyspy Egejskie Południowe, w jednostce regionalnej Kalimnos, w gminie Agatonisi.
Wyspa leży 67 km od wyspy Patmos. Najwyższy punkt na wyspie wznosi się na 209 m n.p.m. Powierzchnia Agatonisi wynosi 13,5 km². Populacja wyspy zmieniała się na przestrzeni historii, od 133 mieszkańców w 1981 roku do 158 mieszkańców w 2001 roku. Największą miejscowością wyspy jest Megalo Chorio, które zamieszkuje 144 mieszkańców. 